# Смородина Мейера
Сморо́дина Ме́йера (лат. Ribes meyeri) — кустарник, вид растений рода Смородина (Ribes) семейства Крыжовниковые (Grossulariaceae).
Растёт в горах Памира и Алтая, Тянь-Шаня, Тарбагатая, а также в Западном Китае в лиственных и смешанных лесах, по берегам рек, на скалах и в зарослях кустарников.

## Ботаническое описание
Листопадный кустарник высотой до 1,5 метров с прямыми, жёлтоватого цвета, слегка опушёнными побегами.
Листья округлого очертания, до 7 см в поперечнике, 3—5-лопастные. Лопасти тупые или короткозаострённые, неглубокие, основание листа сердцевидное. Этот вид смородины имеет несколько форм, различающихся степенью опушённости листьев.
Цветки буровато-пурпурные, собраны по 4—10 штук в кистевидные соцветия. Цветёт в июне.
Плоды — фиолетово-чёрные, кислые, но съедобные ягоды. Созревают в августе — сентябре, плодоношение обильное.